# Capila hainana
Capila hainana är en fjärilsart som beskrevs av Crowley 1900. Capila hainana ingår i släktet Capila och familjen tjockhuvuden. Inga underarter finns listade i Catalogue of Life.